# Rai Valley
Rai Valley – miasto w Nowej Zelandii, na Wyspie Południowej, w regionie Marlborough.